# Венгренівська Марія Анатоліївна
Марія Анатоліївна Венгренівська (нар. 19 серпня 1950 — пом. 30 серпня 2012, Київ) — українська перекладачка та літературний критик. Кандидат філологічних наук (1981), доцент кафедри теорії та практики перекладу з романських мов Інституту філології КНУ імені Тараса Шевченка. Спеціалізувалася на франко-українському перекладі. Авторка понад 230 публікацій з питань теорії та практики перекладу. Лауреат Премії Григорія Сковороди (2008).

## Життєпис
Закінчила факультет романо-германської філології КДУ ім. Т. Шевченка з відзнакою. Працює на кафедрі теорії та практики перекладу з 1972 року. У 1981 році захистила кандидатську дисертацію «Лінгво-стилістичні проблеми перекладу французькою мовою російської/української казки». З 1983 року — старша викладачка, згодом — доцент кафедри теорії та практики перекладу романських мов (ТППРМ) Інституту філології КНУ ім. Т. Шевченка.
Займалась проблемами поетичного перекладу, перекладу фольклору (народна поезія, народна казка, загадки тощо), проблемами відтворення фонової інформації при перекладі (фоновий національно-культурний компонент семантики та відображення його в перекладі), філософії перекладу тощо. 
Здійснила художні переклади з французької, англійської, ново-грецької, іспанської мов українською та російською (творів А. Франса, О. Бальзака, А. Труайя, М. Еме, М. Реймса, Ф.Малле-Жоріс, О’ Гарді, Дж.-К. Оутс, Ж. Блона, Р. ван Гуліка та ін., африканських, непальських, австралійських казок тощо) та творів М. Коцюбинського, Л. Костенко, В. Стуса, М. Бажана та інших французькою мовою. 
Лауреат Премії Григорія Сковороди 2008 року за переклад книги Даніеля Пеннака «Око вовка. Куть-кутько».
Дочка Галини Федорівни Венгренівської (інколи – Венгреновської), яка стала її співавтором у багатьох виданнях.

### Книги
- Основи порівняльної граматики французької та української мов. / М. А. Венгренівська, А. Д. Гнатюк. - 2001
- Українсько-французький та французько-український фразеологічний словник. / Венгренівська М. А., Венгреновська Г. Ф., Оратовський Т. Б. - К.: Генеза, 2000. - 274 с.
- Творча майстерня перекладача, 1999 р.
- Чи знаєте ви?.. Connaissez-vous la France?.. — посібник з країнознавства. / Укл.: М. А. Венгренівська, Г. Ф. Венгреновська, Т. Б. Оратовський. - 1998
- Savez-vous que… Книжка для читання французькою мовою у старших класах / Укладачі: Г. Ф. Венгренівська, М. А. Венгренівська
- Французько-український фразеологічний словник, 1989, К.: - РШ.
- Посібник з країнознавства, 1987, К.: - РШ.
- Венгреновская М. Лингво-стилистические вопросы перевода на французский язык русской и украинской сказки/ дис. канд. филол. наук – К., 1981

### Статті
- Казкові імена і назви та їхній переклад: слов’яно-неслов’янський контекст // Слов’янський світ, 2008, №6
- Філософія відтворення в перекладі новаторських пошуків французьких авторів ХХ ст. // Всесвіт, 2005, №7-8
- Елементи народної математики українців і французів як фоновий, національно-культурний компонент семантики і відтворення їх при перекладі / Проблеми семантики слова. К.: 2004, №12. С.34-41
- М. Венгренівська, Т. Некряч у статті «П’єса В. Шекспіра „Троїл і Крессіда“ вукраїнському перекладі (до перекладацького портрету М. Лукаша)»  // Теорія і практика перекладу. 1991
- Венгренівська М., Гнатюк А. Читаючи перекладні детективи // Культура слова. – К., 1990. – № 36.

### Переклади
Серед численних перекладів (близько 30 книг та публікації у періодиці) Марії Анатоліївни Венгренівської можна виокремити книгу «Око вовка. Куть-кутько» Даніеля Пеннака, за переклад якої перекладачка у 2008 році отримала Премію Григорія Сковороди. Марія Анатоліївна також була одним із перекладачів серії Зарубіжна новела (1978;1979), книги якої за радянських часів були опубліковані масовими тиражами.

#### Книги
- Марсель Еме. Семимильні чоботи. Новели. З французької переклала Марія Венгренівська. К.: Дніпро, 1978.
- Анрі Труайя. Зелений записник. Новели. З французької переклала Марія Венгренівська. К.: Дніпро, 1982.
- Анна Ґавальда. Я його кохала. Переклад з французької М. А. Венгренівська. Київ: Неопалима купина, 2006.
- Марк Леві. Викрадач тіней. Роман. З французької переклали М. Венгренівська та Ж. Шевченко. К.: Махаон-Україна, 2012.

#### Опубліковані у періодиці
- Марсель Еме. Поживний живопис. Повість. З французької переклала Марія Венгренівська // Всесвіт, 1988, № 12.
- Моріс Реймс. Срібний кінь. Оповідання. З французької переклала Марія Венгренівська // Всесвіт, 1989, № 3.
- Франсуаза Малле-Жоріс. Діснейленд.— Нантакет. Повісті. З французької переклали Марія Венгренівська, Роман Осадчук // Всесвіт, 1990, № 1.
- Педро Касальс. Кокаїновий магнат. Роман. З іспанської переклали Марія Венгренівська та Женв’єва Конєва // Всесвіт, 1991, № 7.
- Жорж Блон. Ангел Мертвої річки. Роман. З французької переклали Валентина Бурбело, Марія Венгренівська // Всесвіт, 1992, № 11.
- Анрі Труайя. Дивовижна пригода містера Бредборо. З французької переклала Марія Венгренівська // Всесвіт, 1993, № 2.
- П’єр Буль. Не так сталося, як гадалося. Оповідання. З французької переклала Марія Венгренівська // Всесвіт, 1994, № 3.